# Gorges d'Agia Irini

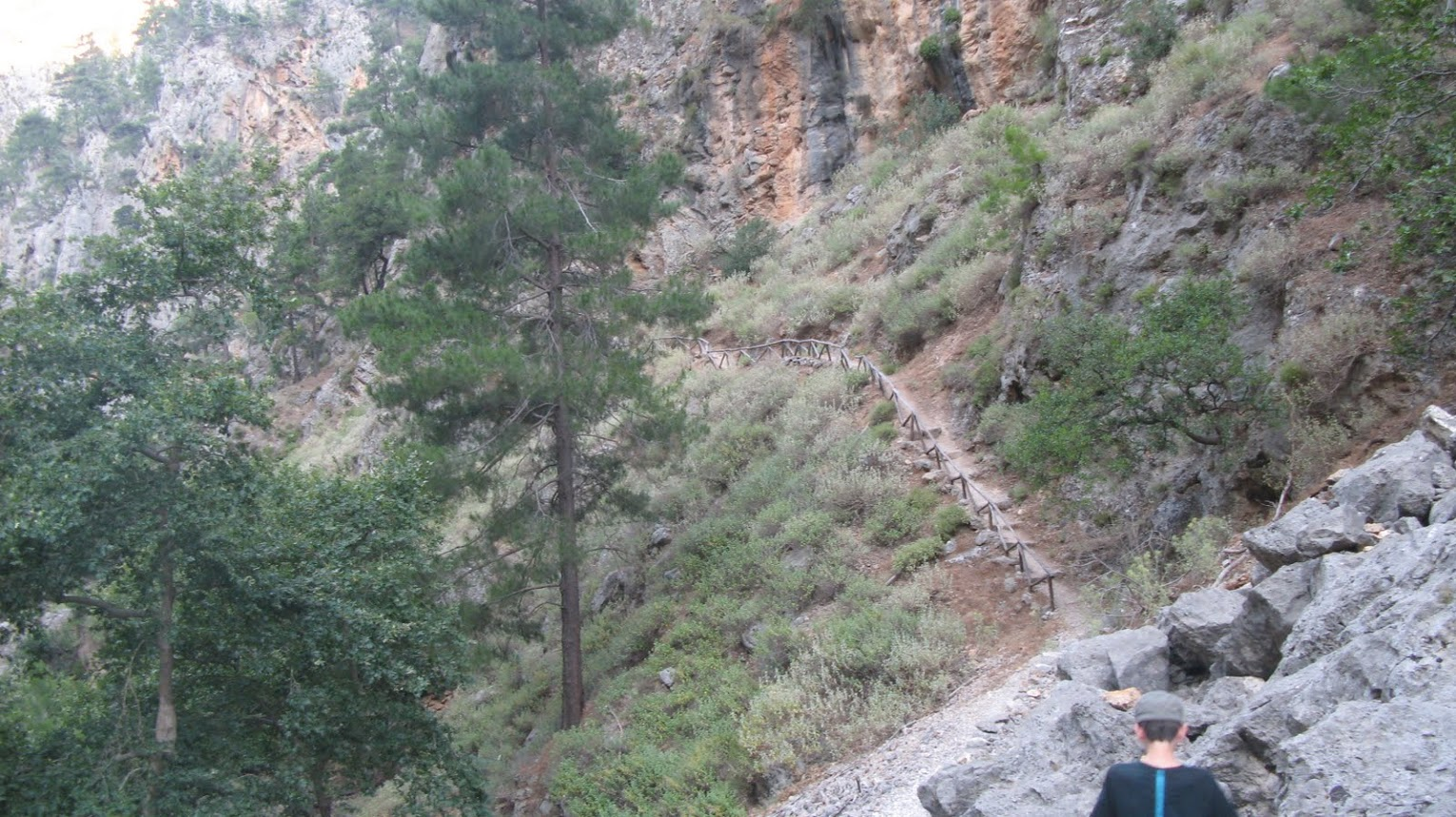
Sentier des gorges d'Agia Irini

Les gorges d'Agia Irini (grec moderne : Φαράγγι Αγίας Ειρήνης, les « gorges de Sainte-Irène ») sont situées à l'ouest de l'île de Crète, en Grèce. Elles appartiennent au massif des Lefká Óri, les « montagnes blanches ».

## Situation géographique
Les gorges d'Agia Irini sont situées à l'ouest de la Crète, au bord de la côte sud de l'île. Elles commencent non loin du petit village d'Agia Irini, sur la route reliant Sougia à La Canée, et débouchent à quelques kilomètres du village balnéaire de Sougia. 
Les gorges font 8 kilomètres de long et offrent un dénivelé d'environ 450 mètres.

## Randonnée
Moins fréquentées que les gorges de Samaria, elles peuvent en constituer une alternative intéressante car elles présentent les mêmes particularités de faune et de flore. Le prix d'entrée permet d'entretenir l'état du sentier et d'assurer la présence de certaines sources d'eau potable le long du chemin.